# Indústria leve

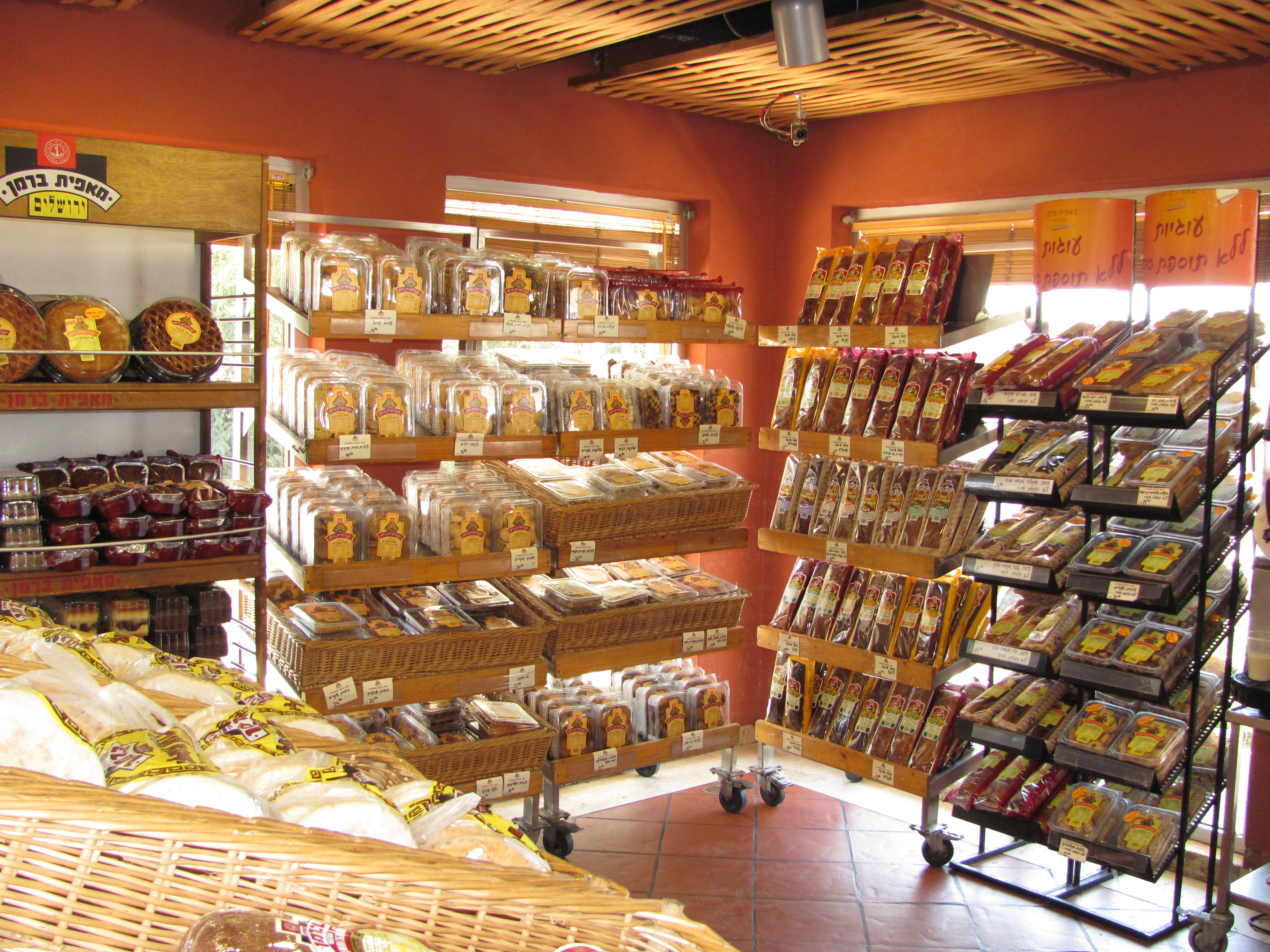
Padaria

A indústria leve são indústrias que geralmente são menos intensivas em capital do que as indústrias pesadas e são mais voltadas para o consumidor do que para os negócios, pois normalmente produzem bens de consumo menores. A maioria dos produtos da indústria leve é produzida para o consumidor final e não como intermediários para uso por outras indústrias. As instalações da indústria leve normalmente têm um impacto ambiental menor do que aquelas associadas à indústria pesada. Por esse motivo, é mais provável que as leis de zoneamento permitam a indústria leve perto de áreas residenciais.
Uma definição afirma que a indústria leve é uma "atividade de fabricação que usa quantidades moderadas de materiais parcialmente processados para produzir itens de valor relativamente alto por unidade de peso".

## Características
As indústrias leves requerem menos matérias-primas, espaço e energia. Embora a indústria leve normalmente cause pouca poluição, principalmente em comparação com a indústria pesada, algumas indústrias leves podem causar poluição significativa ou risco de contaminação. Por exemplo, a fabricação de eletrônicos, muitas vezes uma indústria leve, pode criar níveis potencialmente perigosos de chumbo ou resíduos químicos no solo sem o tratamento adequado de solda e produtos residuais (como agentes de limpeza e desengordurantes usados na fabricação).

## Setores da indústria

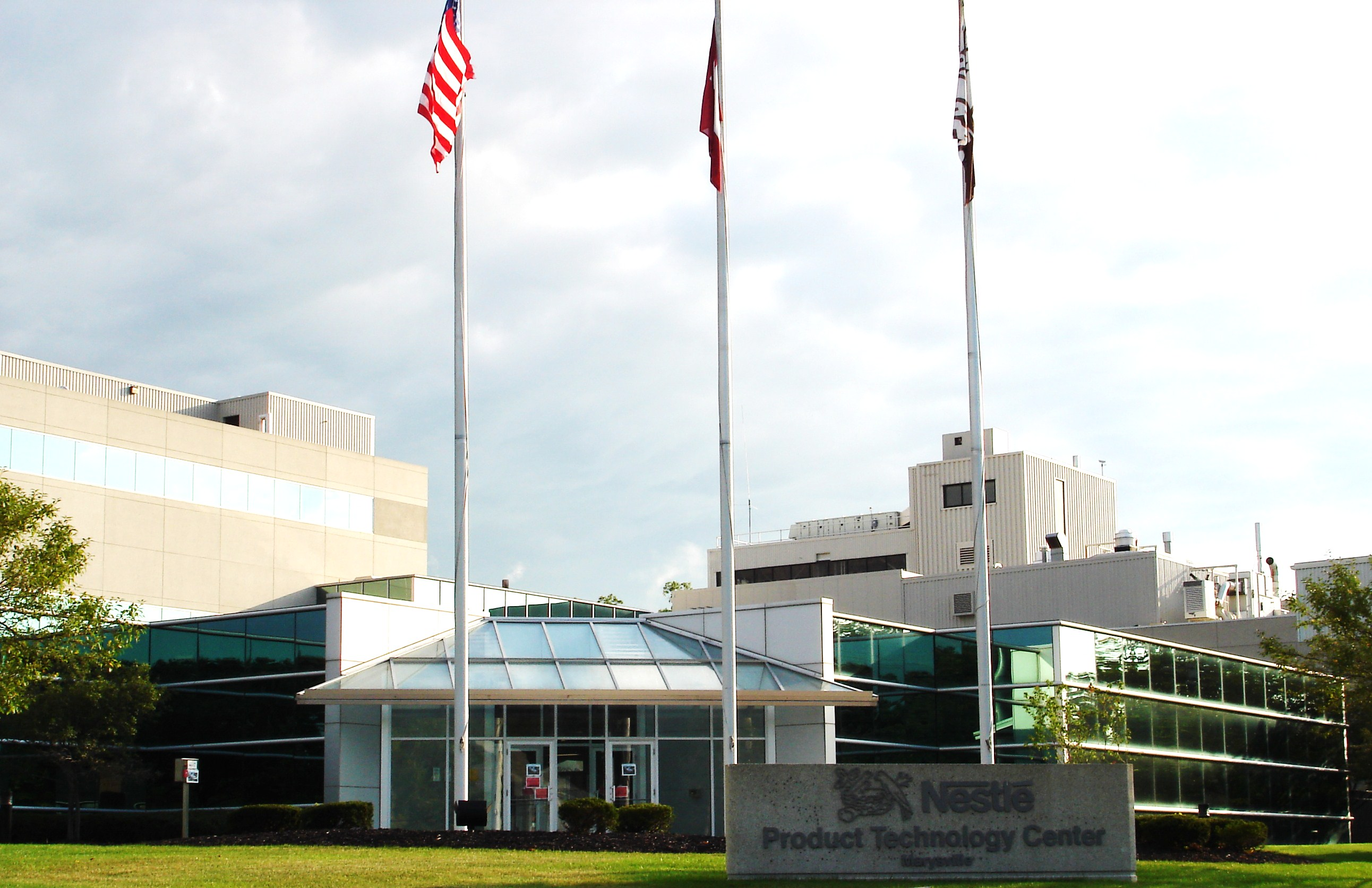
Pesquisa e Desenvolvimento da Nestlé em Marysville

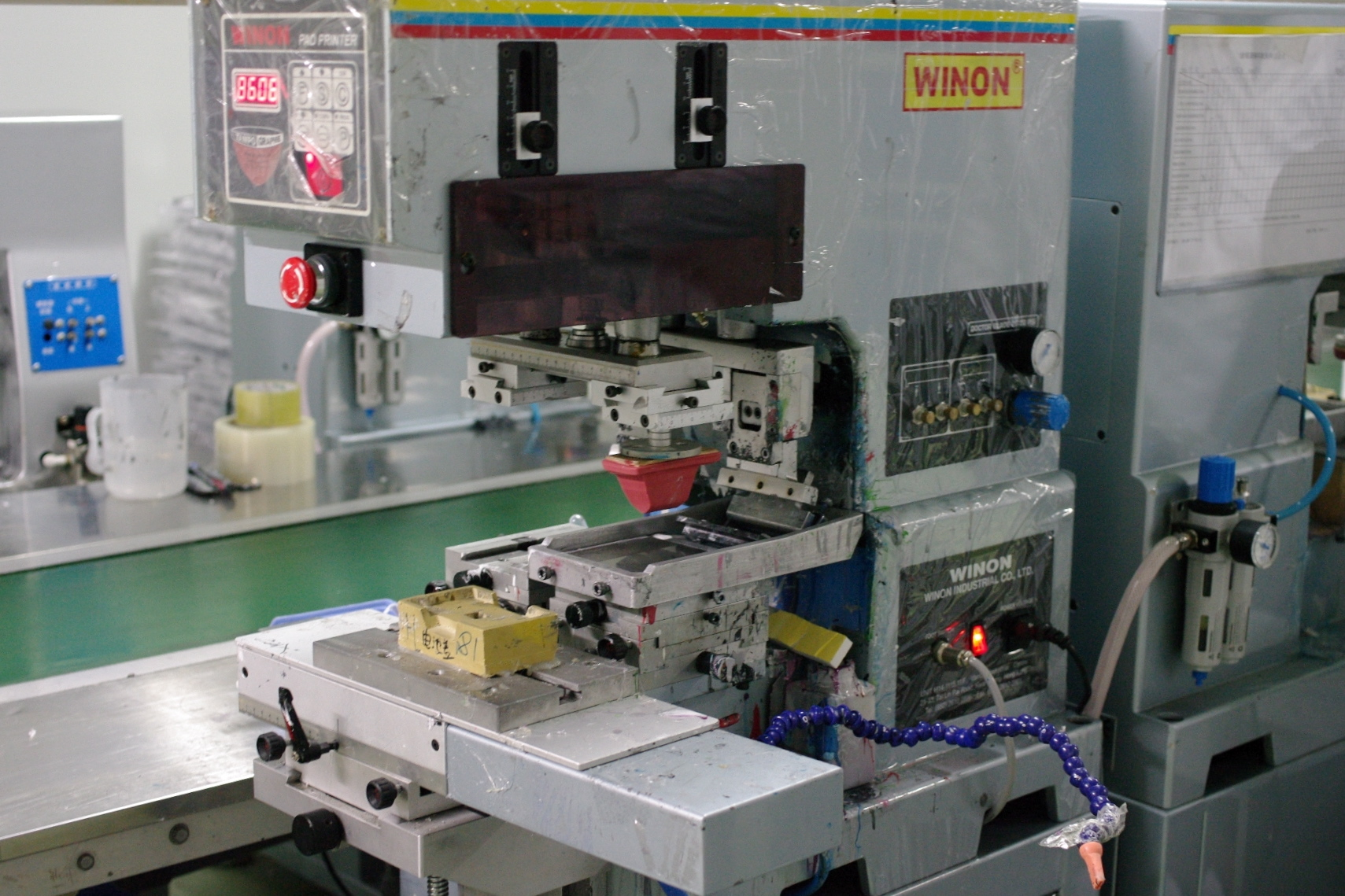
Um dispositivo de fabricação típico da indústria leve (uma máquina de impressão).

- Indústria alimentícia

- Fabricação de papel
- Plástico
- indústria de couro
- Têxteis
- Eletrodomésticos

## Produtos de uso geral
- Produtos de cozinha e jantar
- Beleza e cuidados pessoais
- Têxteis do lar
- Limpeza e armazenamento
- Relógio, relógio e óculos
- Jardinagem e entretenimento
- Artigos para bebês
- artigos diversos para uso doméstico
- Publicidade e embalagem

## História
O Oxford English Dictionary traça o uso do termo "indústria leve" de 1916 em diante.
Nos últimos estágios da Revolução Industrial, o desenvolvimento da indústria leve tendeu a preceder o da indústria pesada.